# Le Parapluie fantastique
La Parapluie fantastique és un curtmetratge mut francès de 1903 dirigit per Georges Méliès.

## Producció i temes
Méliès interpreta el mag a la pel·lícula, els efectes especials dels quals es van aconseguir mitjançant escamoteigs i fosa.
La pel·lícula està fortament influenciada pel mite de Pigmalió, com suggereix la inscripció "Galathea Théâtre" al plató i diversos motius clàssics, com ara vestits grecs, instruments musicals clàssics com l'aulos i la lira, i un teló de fons que mostra un paisatge clàssic amb un tempietto. L'estudiós clàssic Martin M. Winkler conclou: "Méliès, el cineasta-màgic-creador és evidentment un Pigmalió modern."

## Estrena
La pel·lícula va ser venuda per la Star Film Company de Méliès i està numerada del 506 al 507 als seus catàlegs. A Amèrica, la pel·lícula es va vendre com Ten Ladies in One Umbrella; a Gran Bretanya, el títol era Ten Girls in One Umbrella. El títol variant Ten Ladies in an Umbrella fou usat per la restauració de la pel·lícula per David Shepard el 2008. Una impressió en paper de la pel·lícula sobreviu a la Biblioteca del Congrés dels Estats Units.